# Phacelia insularis
Phacelia insularis är en strävbladig växtart som beskrevs av Philip Alexander Munz. Phacelia insularis ingår i Faceliasläktet som ingår i familjen strävbladiga växter. Utöver nominatformen finns också underarten P. i. continentis.